# Sybra eumilis
Sybra eumilis là một loài bọ cánh cứng trong họ Cerambycidae.